# Temple Hill (Hong Kong)
Temple Hill, également connue sous le nom de Tsz Wan Shan (慈雲山), est une colline de Hong Kong dont le sommet culmine à une altitude de 488 mètres, entre les régions de New Kowloon et des Nouveaux Territoires. Le versant sud fait face au quartier résidentiel de Tsz Wan Shan et à des temples bouddhistes, alors que son versant nord donne sur des villages situés sur les Nouveaux Territoires. Le col de Sha Tin se trouve entre Temple Hill et l'Unicorn Ridge.